# St. Lambertus (Walstedde)

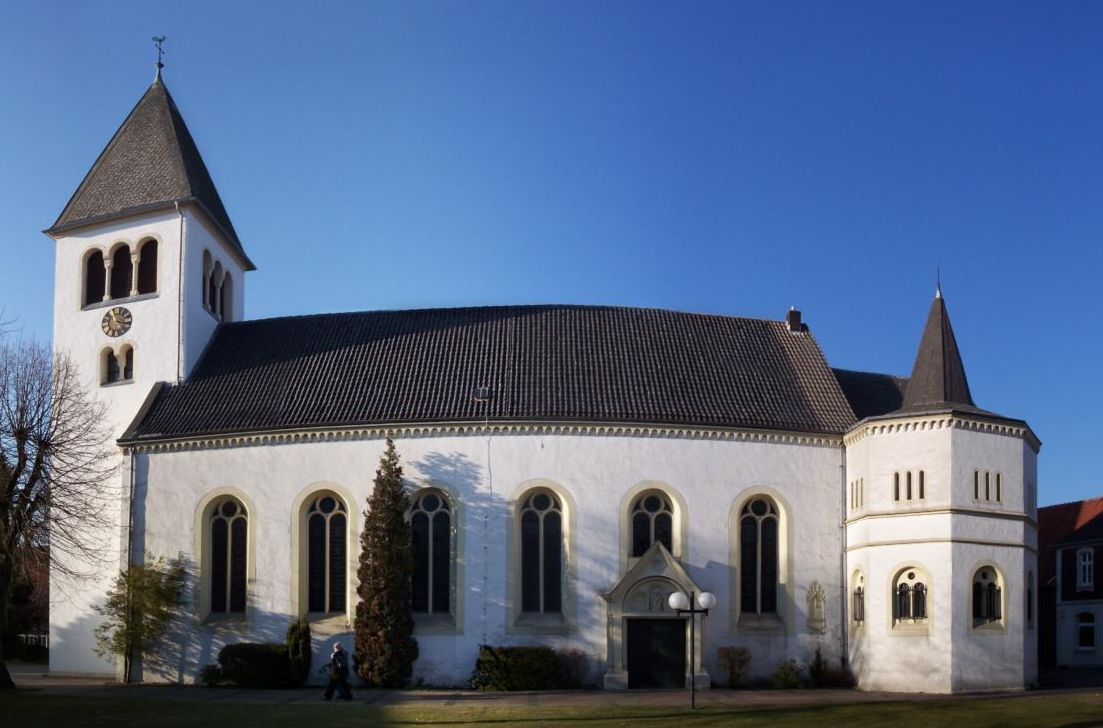
Pfarrkirche St. Lambertus in Drensteinfurt-Walstedde

Die Pfarrkirche St. Lambertus ist die Kirche der katholischen Kirchengemeinde St. Regina im Ortsteil Walstedde der Stadt Drensteinfurt, Nordrhein-Westfalen. Die Kirche befindet sich am St. Lambertus-Kirchplatz 20.

## Geschichte
Über die Geschichte zur Errichtung des Gebäudes ist wenig bekannt. Im Jahr 1780 wurde die Kirche bis auf den Turm komplett neu gebaut. Damals war der Innenraum 12,70 Meter lang und 11,20 Meter breit.
Im Jahr 1883 wurde die Kirche noch einmal erheblich vergrößert. Es wurden das Langhaus um 12 Meter verlängert, der Chor abgebrochen und an der Breitseite des Langhauses angebaut sowie die achteckige Sakristei angebaut.

## Ausstattung

### Triumphkreuz
In der Kirche befindet sich ein Triumphkreuz mit einer Breite von 2,25 Metern und Höhe von 3,50 Metern. Der Korpus selbst ist 2,00 Meter hoch. Es stammt aus spätottonischer Zeit (um 1150).

## Orgel
Die Orgel stammt aus dem Jahr 1876 und wurde von Friedrich Fleiter aus Münster gebaut. Im Jahr 2006 wurde sie durch Orgelbau Fleiter aus Münster renoviert. Die Disposition lautet:
| I Hauptwerk C–f3 |       |
| Bordun           | 16′   |
| Prinzipal        | 8′    |
| Flaut major      | 8′    |
| Oktave           | 4′    |
| Quinte           | 2 ⁄3′ |
| Oktave           | 2′    |
| Mixtur III       | 1 ⁄3′ |

| II Positiv C–f3 |    |
| Gedackt         | 8′ |
| Gamba           | 8′ |
| Flauto dolce    | 4′ |
| Waldflöte       | 2′ |

| Pedal C–c1    |     |
| Subbass       | 16′ |
| Prinzipalbass | 8′  |
| Choralbass    | 4′  |

- Koppeln: II/I, I/P, II/P

## Glocken
Im Turm befinden sich drei Glocken:
- „Marienglocke“ aus dem Jahr 1500 mit der Tonhöhe e′, die einen Durchmesser von 1179 Millimetern hat. (Wer diese Glocke gegossen hat, ist unklar, sie stammt aber aus der sogenannten Dortmunder Schule.)
- „Lambertusglocke“ aus dem Jahr 1925 mit der Tonhöhe a′, die einen Durchmesser von 901 Millimetern hat und von Petit & Gebr. Edelbrock, Gescher, gegossen wurde.
- „Johannesglocke“ aus dem Jahr 1949 mit der Tonhöhe g′, die einen Durchmesser von 988 Millimetern hat und ebenfalls von Petit & Gebr. Edelbrock, Gescher, gegossen wurde.